# Xã Leaf River, Quận Ogle, Illinois
Xã Leaf River (tiếng Anh: Leaf River Township) là một xã thuộc quận Ogle, tiểu bang Illinois, Hoa Kỳ. Năm 2010, dân số của xã này là 1.137 người.